# Hayeswater
Hayeswater è un piccolo lago all'interno del Lake District di Cumbria, in Inghilterra.
Il lago si trova a circa 1,6 km a sud-est della frazione di Hartsop nella valle di Patterdale. Si annida tra The Knott a est e Grey Crag a ovest e si trova a un'altitudine di quasi 425 metri. Il lago è naturale ma venne arginato, nel 1908, per fornire un bacino idrico che serviva la città di Penrith nella Cumbria. Era alimentato da sud dall'Hayeswater Gill, che sorge vicino al percorso della Roman High Street e prosegue fino a Cow Bridge dove si unisce al torrente in uscita dal Brothers Water.
Poiché non era stato utilizzato come bacino idrico dal 2005, l'United Utilities ha rimosso la diga e ha restaurato un laghetto di montagna nell'estate del 2014. Una nuova passerella su Hayeswater Beck è stata costruita 75 metri a valle del canale di uscita del tarn.